# Mercedes F1 W08 EQ Power+
De Mercedes F1 W08 EQ Power+ is een Formule 1-auto die gebruikt wordt door het team Mercedes in het seizoen 2017. Met deze auto wil het team de successen die met de drie voorgangers, de Mercedes F1 W05 Hybrid, de Mercedes F1 W06 Hybrid en de Mercedes F1 W07 Hybrid, zijn behaald voortzetten.
Lewis Hamilton behaalde de wereldtitel met deze auto, terwijl Mercedes de wereldtitel bij de constructeurs wist te prolongeren.

## Onthulling
De F1 W08 EQ Power+ werd op 23 februari 2017 gelanceerd op het Silverstone Circuit tijdens een promotie-evenement, waarbij beide coureurs enkele ronden met de auto reden. Een uur later werd de auto officieel onthuld door de coureurs en teambaas Toto Wolff in een presentatie die ook via internet werd gestreamd. De auto wordt bestuurd door drievoudig wereldkampioen Lewis Hamilton en de van Williams overgekomen Valtteri Bottas.

## Resultaten
| Resultaat                     |
| ----------------------------- |
| Winnaar                       |
| Tweede plaats                 |
| Derde plaats                  |
| Gefinisht (punten)            |
| Gefinisht (geen punten)       |
| Niet geklasseerd (NC)         |
| Uitgevallen (DNF)             |
| Niet gekwalificeerd (DNQ)     |
| Gediskwalificeerd (DSQ)       |
| Niet gestart (DNS)            |
| Gewond (INJ)                  |
| Uitgesloten (EX)              |
| Teruggetrokken (WD)           |
| Niet deelgenomen (blanco cel) |
| vetgedrukt (pole position)    |
| cursief (snelste ronde)       |

| Jaar | Chassis                   | Motor                         | Banden | Coureurs        | 1   | 2   | 3   | 4   | 5   | 6   | 7   | 8   | 9   | 10  | 11  | 12  | 13  | 14  | 15  | 16  | 17  | 18  | 19  | 20  | Punten | WK-plaats |
| ---- | ------------------------- | ----------------------------- | ------ | --------------- | --- | --- | --- | --- | --- | --- | --- | --- | --- | --- | --- | --- | --- | --- | --- | --- | --- | --- | --- | --- | ------ | --------- |
| 2017 | Mercedes F1 W08 EQ Power+ | Mercedes-AMG F1 M08 EQ Power+ | P      |                 | AUS | CHN | BHR | RUS | SPA | MON | CAN | AZE | OOS | GBR | HON | BEL | ITA | SIN | MAL | JPN | VST | MEX | BRA | ABU | 668    | Goud      |
| 2017 | Mercedes F1 W08 EQ Power+ | Mercedes-AMG F1 M08 EQ Power+ | P      | Lewis Hamilton  | 2   | 1   | 2   | 4   | 1   | 7   | 1   | 5   | 4   | 1   | 4   | 1   | 1   | 1   | 2   | 1   | 1   | 9   | 4   | 2   | 668    | Goud      |
| 2017 | Mercedes F1 W08 EQ Power+ | Mercedes-AMG F1 M08 EQ Power+ | P      | Valtteri Bottas | 3   | 6   | 3   | 1   | DNF | 4   | 2   | 2   | 1   | 2   | 3   | 5   | 2   | 3   | 5   | 4   | 5   | 2   | 2   | 1   | 668    | Goud      |
| Jaar | Chassis                   | Motor                         | Banden | Coureurs        | 1   | 2   | 3   | 4   | 5   | 6   | 7   | 8   | 9   | 10  | 11  | 12  | 13  | 14  | 15  | 16  | 17  | 18  | 19  | 20  | Punten | WK-plaats |

Ferrari SF70H ·
Force India VJM10 ·
Haas VF-17 ·
McLaren MCL32 ·
Mercedes F1 W08 EQ Power+ ·
Red Bull RB13 ·
Renault R.S.17 ·
Sauber C36 ·
Toro Rosso STR12 ·
Williams FW40